# Collot d'Herbois
Jean-Marie Collot, dito Collot d'Herbois ou simplesmente d'Herbois (Paris, 19 de junho de 1749 - Caiena, 8 de junho de 1796), foi um ator, dramaturgo, ensaísta e revolucionário francês. Ele foi membro do Comitê de Segurança Pública durante o Reinado do Terror e, enquanto salvava Madame Tussaud da Guilhotina, administrou a execução de mais de 2 000 pessoas na cidade de Lyon.

## Juventude
Nascido em Paris, Collot deixou sua casa na rue St. Jacques na adolescência para ingressar nos teatros itinerantes da França provinciana. Sua carreira moderadamente bem-sucedida como ator, complementada por uma vigorosa efusão de obras para o palco, o levou de Bordeaux, no sul da França, a Nantes, no oeste, e Lille, no norte, e até mesmo na República Holandesa, onde conheceu sua esposa.
Em 1784, ele se tornou o diretor do teatro em Genebra, na Suíça, e depois na prestigiosa casa de espetáculos de Lyon em 1787. Com a eclosão da Revolução em 1789, ele largou tudo e voltou para Paris, onde sua voz de ator principal, suas habilidades de escritor, e sua capacidade de organizar e dirigir festas (festas cívicas) em grande escala o tornariam famoso.

## Ativismo
Ele contribuiu para a agitação revolucionária desde o início; mas foi só em 1791 que ele se tornou uma figura importante. Com a publicação de L'Almanach du Père Gérard, um livro que defende uma monarquia constitucional em termos populares, ele de repente adquiriu grande popularidade.
Sua fama foi logo aumentada por seu envolvimento em nome dos suíços do Regimento Château-Vieux, condenados às galés por motim. Os esforços de Collot d'Herbois resultaram em sua liberdade; ele foi a Brest em busca deles; e uma festa cívica foi realizada em seu nome e deles, que ocasionou um poema de André de Chénier.
Suas opiniões tornaram-se cada vez mais radicais. Collot d'Herbois foi membro da Comuna de Paris durante a insurreição de 10 de agosto de 1792 e foi eleito deputado por Paris na Convenção Nacional. No primeiro dia da Convenção (21 de setembro de 1792), ele foi o primeiro a exigir a abolição da monarquia francesa. Collot d'Herbois votou mais tarde pela morte de Luís XVI "sans sursis" ("sem demora").

## Terror, termidor, deportação e morte
Ele estava engajado na luta entre a Montanha e os Girondinos. Após o golpe de Estado de François Hanriot de 31 de maio de 1793, ele se destacou em seu ataque ao partido girondino derrotado. Junto com seu amigo íntimo Billaud-Varenne, ele se sentou na extrema esquerda da Convenção, atacando especuladores e propondo programas igualitários. Em junho, ele foi nomeado presidente da Convenção; e em setembro ingressou no Comitê de Segurança Pública, onde atuou como uma espécie de secretário-geral .
Depois de lhe ter confiado várias missões a Nice, Nevers e Compiègne, a Convenção o enviou com Joseph Fouché, a 30 de outubro de 1793, para punir a revolta de Lyon. Lá, ele introduziu o Reino do Terror em sua forma mais violenta, com execuções em massa , incluindo mais de cem padres e freiras , e dando início ao desmantelamento da própria cidade. Seu comportamento excessivo levou o Comitê de Segurança Pública a fazer Collot retornar a Paris como suspeito.
O mês de maio de 1794 testemunhou tentativas de assassinato contra ele mesmo no dia 23 e contra Maximilien Robespierre no dia 25. Como Collot foi acusado de massacre e destruição excessivos e suspeitava que logo poderia ser preso e executado, ele se opôs a Robespierre durante a Reação Termidoriana, quando ele presidiu a Convenção durante a sessão inicial. Apesar desta mudança de atitude, Collot d'Herbois foi acusado de cumplicidade com Robespierre, tendo os dois sido anteriormente colegas da Comissão de Segurança Pública, mas foi absolvido. Denunciado pela segunda vez, defendeu-se alegando ter agido pela Revolução; mas, em março de 1795, ele foi condenado com Bertrand Barère de Vieuzac e Billaud-Varenne para o transporte para Cayenne, Guiana Francesa, onde exerceu uma breve influência revolucionária antes de morrer de febre amarela em 1796.

## Trabalhos
Começando sua carreira literária em 1772 com a aclamada Lucie, ou les Parents imprudents e terminando em 1792 com L'Aîné et le cadet , Collot foi um dramaturgo realizado, embora menor, em um período turbulento do palco francês.
Antes da Revolução, ele escreveu pelo menos quinze peças, das quais dez sobreviveram, incluindo Lucie, uma adaptação de William Shakespeare e As Alegres Comadres de Windsor (como M. Rodomont, ou l'Amant loup-garou), e uma adaptação do El Alcalde de Zalamea de Pedro Calderón de la Barca (como Il ya bonne justiça, ou le Paysan magistrat). Durante os primeiros três anos da Revolução, ele escreveu pelo menos mais sete peças, das quais seis sobreviveram, fazendo malabarismos com os temas de amor choroso de le drame burguois com temas políticos e mensagens em peças como L'Inconnu, ou le préjugé vaincu e Socrate.
Em 1791, ele escreveu a premiada L'Almanach de père Gérard, um relato ficcional da moralidade revolucionária que se tornou o best-seller do período, estabelecendo suas credenciais políticas no processo.
Ele também foi um dos autores da primeira Constituição republicana francesa, que foi escrita em 1793, mas nunca foi aplicada.

## Algumas obras
- Le Bénéfice
- Le Bon Angevin ou l'Hommage du cœur
- La Famille patriote
- Lucie ou les Parents imprudents
- Le Paysan magistrat
- Socrate
- Le Vrai généreux ou les Bons mariages
- L'almanach du Père Gérard (Paris, 1791). Nova edição com o título de Etrennes aux amis de la Constitution française, ou entretiens du Père Gérard avec ses concitoyens (Paris, 1792)